# Città di Canning
La città di Canning è una delle 29 Local Government Areas che si trovano nell'area metropolitana di Perth, in Australia Occidentale. Essa si estende su di una superficie di circa 65 chilometri quadrati ed ha una popolazione di 87.754 abitanti.